# DP Tool Club
DP Tool Club, en abrégé DP Tool, ou DP Tools initialement, est une société de diffusion de logiciels du domaine public, de partagiciels (shareware) et de gratuiciels (freeware) qui a existé de 1990 à 1997, dans la décennie précédant la démocratisation et la généralisation de l'Internet en France. La plus ancienne société sur ce créneau, elle connut un grand succès d'abord avec ses disquettes puis avec son cédérom, édité toutes les cinq semaines, appelé CD-ASC. Son fondateur était Nicolas Kelemen, un autodidacte en informatique.

## Histoire

### Nicolas Kelemen (1950-2003)
Après avoir fait une partie de ses études secondaires aux États-Unis, Nicolas Kelemen, qui est né au Havre (Seine-Maritime) le 12 février 1950, revient en France en 1968. Il fait des études de biochimie à la faculté des sciences d’Orsay, suivies d'une thèse. Il devient assistant des hôpitaux de Paris en médecine nucléaire, puis travaille une dizaine d’années en informatique médicale dans un laboratoire privé. Ayant attrapé le virus de l'informatique en 1978, il milite dans les clubs Microtel à l'époque des micro-ordinateurs TRS-80 et de l'ordinateur personnel Apple II (fin des années 1970 et début des années 1980).

### Activité
En mars 1990, il fonde, à Villeneuve-d'Ascq, la société DP Tools, qui distribue par courrier postal des disquettes contenant des logiciels alternatifs choisis et commandés par l'amateur sur un catalogue de 150 pages, où chaque titre est décrit en détail. La disquette, munie d'une étiquette personnalisée avec titre du logiciel et adresse postale de DP Tools, est accompagnée d'un dépliant contenant la liste des programmes commandés et les commentaires d'Aya Tool, pseudonyme de Nicolas Kelemen,. Le succès ne se fait pas attendre. Le contenu des disquettes 5 pouces 1/4 puis, progressivement, des disquettes 3 pouces 1/2, est glané principalement sur des BBS (serveurs télématiques) américains. Le catalogue est mis à jour tous les ans mais, entre-temps, une lettre mensuelle d'informations, Les Nouvelles d'Ascq, présente les dernières nouveautés.
Si DP Tools n'est pas le seul diffuseur par correspondance de compilations de logiciels non commerciaux — il y a également de petites officines artisanales comme IFA à Cerfontaine, Floppy International à Nancy et Phoenix-DP à Pau —, en revanche il se distingue des autres par l'étendue de son catalogue ainsi que par le professionnalisme et la culture informatique de son fondateur,,.
Dès novembre 1990, DP Tool devient le premier diffuseur en France à être agréé par l'Association of Shareware Professionals (ASP) (en).
À partir de 1992, DP Tools adopte comme support le cédérom, nouvellement apparu, et propose des compilations mensuelles dénommées CD-ASC, comportant l'intégralité du catalogue, ainsi que des lecteurs de CD à petit prix, branchables sur une carte ISA spécifique,. Les CD de DP Tools, toutefois, contenaient rarement les sources des logiciels.
En 1996, DP Tool Club parraine une demoparty réunissant codeurs et infographistes à Lomme.
Disquettes et cédéroms cohabitent pendant quelques années, assurant la pérennité et la prospérité de l'entreprise, puis, en janvier 1996, celle-ci arrête la diffusion sur disquette, avançant comme raisons la taille croissante des logiciels et le bradage des accès Internet à 28.8K. Elle devient alors simple diffuseur de cédéroms.

### Disparition
DP Tool Club commença à péricliter en 1997 avec l'arrêt de la vente des cédéroms pour finalement être dissoute en 2004, Nicolas Kelemen étant mort le 5 juin 2003. Comme nombre de magazines de jeux vidéo, la société est victime de l'essor de l'Internet : « ses clients étant par définition très technophiles, ils furent les premiers disposés à investir dans une bonne connexion Internet et donc à l’utiliser le plus possible pour leur loisirs. ».

## Contenus
Contrairement à nombre de ses concurrents, la société ne proposait aucun contenu « de charme », lequel, selon le site 16couleurs, « représentait une part importante du chiffre d’affaires du secteur à en juger par la place qui lui était réservée dans leurs publicités. ».
L'offre de DP Tool Club marquait, avec ses logiciels éducatifs, un intérêt tout particulier pour le monde de l'enseignement.
Dans son numéro d'avril 1994, Science et Vie Micro, sous le titre « Le mensuel des sharewares », énumère les éléments présents sur le CD-ASC mensuel : les « News » (nouveautés), le « Vrac » (logiciels américains « non commentés ou non commentables, le meilleur y côtoie le pire »), les jeux « dont l'incroyable Doom », la PAO, les utilitaires, les éducatifs, les images et les sons.